# سکوی بین‌دولتی سیاست‌گذاری علمی درباره تنوع زیستی و خدمات بوم‌سازگان
سکوی بین‌دولتی سیاست‌گذاری علمی دربارهٔ تنوع زیستی و خدمات بوم‌سازگان (IPBES) سازمانی بین‌دولتی است که برای بهبود روابط بین علم و سیاست‌گذاری در زمینهٔ مشکلات تنوع زیستی و خدمات بوم‌سازگان ایجاد شده‌است. برای این سازمان نقشی معادل هیئت بین‌دولتی تغییر اقلیم در نظر گرفته شده‌است.

## تشکیل‌شدن و توسعهٔ اولیه
در سال ۲۰۱۰ قطعنامه‌ای توسط ۶۵امین نشست مجمع عمومی سازمان ملل متحد صادر شد که از برنامه محیط زیست سازمان ملل متحد خواست تا جلسه‌ای عمومی برای ایجاد IPBES تشکیل دهد. در سال ۲۰۱۳ یک چارچوب مفهومی اولیه برای مجمع عمومی آینده‌نگرانهٔ IPBES به تصویب رسید. از ۲۹ آوریل تا ۴ مه ۲۰۱۹، نمایندگان ۱۳۲ عضو سازمان در پاریس، فرانسه، برای دریافت گزارش کامل IPBES گرد هم آمدند و خلاصه‌ای از آن را برای سیاست‌گذاران تصویب کردند. در ۶ مه ۲۰۱۹ این خلاصهٔ ۴۰ صفحه‌ای منتشر شد.